# ویتوریو لوکارلی
ویتوریو لوکارلی (ایتالیایی: Vittorio Lucarelli; ۳۱ اکتبر ۱۹۲۸ – ۱۶ فوریهٔ ۲۰۰۸) شمشیرباز اهل ایتالیا بود.
وی در مسابقات کشوری و بین‌المللی در مجموع برندهٔ ۱ مدال طلا شده‌است.